# Walter Emanuel Jones
Walter Emanuel Jones, född 30 november 1970 i Detroit, Michigan, är en amerikansk skådespelare, kampsportare och dansare, känd för rollen som Zack Taylor, den svarta rangern, i TV-serien Power Rangers.

## Filmografi
- 1992 – White Men Can't Jump
- 1992 – Malcolm X
- 1993-1994 – Mighty Morphin Power Rangers
- 1995 – Lugn i stormen
- 1995 – Räkna med bråk
- 1997 – Sabrina tonårshäxan
- 1999 – Buffy och vampyrerna
- 2000 – På spaning i New York
- 2001 – Moesha
- 2001 – CSI: Crime Scene Investigation
- 2003 – The Shield
- 2005 – Skeleton Key (röst)
- 2006 – The Fast and the Furious: Tokyo Drift
- 2007 – Fantastic Four: Rise of the Silver Surfer (röst)
- 2007 – Primeval (röst)
- 2008 – Boog & Elliot 2 - Vilda vänner mot husdjuren (röst)
- 2011 – Warrior
- 2012 – Chronicle (röst)
- 2012 – Par i kungar
- 2013 – Det regnar köttbullar 2 (röst)
- 2013 – Supersjukhuset